# Yoshihiro Tatsumi
Yoshihiro Tatsumi (辰巳 ヨシヒロ, Tatsumi Yoshihiro, Tennoji-ku, 10 juni 1935 – Tokio, 7 maart 2015) was een Japans mangaka. Hij wordt gezien als de pionier van de gekiga strip in Japan. Hij zou de term bedacht hebben in 1957.
Tatsumi's oeuvre is in veel verschillende talen gepubliceerd. De Canadese uitgeverij Drawn and Quarterly nam deel aan een project om een jaarlijks compendium uit te geven dat steeds focust op één jaar van zijn werk (te beginnen in 1969). De Amerikaanse cartoonist Adrian Tomine verzorgde de uitgave ervan.
In 1972 ontving Tatsumi de Japan Cartoonists Association Award. In 2009 kreeg hij de Tezuka Osamu Cultuurprijs voor zijn autobiografie A Drifting Life. Dit werk bezorgde hem ook verscheidene Eisner Awards in 2010 en de regards sur le monde prijs op het Internationaal stripfestival van Angoulême in 2012. Tatsumi's werk spreekt zonder taboe over de duistere kanten van het leven.
In 2011 regisseerde Eric Khoo een geanimeerde langspeelfilm op basis van het leven en de kortverhalen van Tatsumi. De film heette Tatsumi en kwam uit in 2011. Hij wordt verdeeld door The Match Factory.
Tatsumi overleed aan kanker op 79-jarige leeftijd op 7 maart 2015.

## Oeuvre
- Midnight Fishermen – (Landmark Books, 2013) ISBN 9789814189385
- Fallen Words – (Drawn & Quarterly, 2012) ISBN 9781770460744
- Love's Bride in de anthologie AX: alternative manga, uitg. door Sean Michael Wilson (Top Shelf Productions, 2010)
- Black Blizzard – (Drawn & Quarterly, 2010)
- A Drifting Life – (Drawn & Quarterly, 2009)
- Good-Bye – (Drawn & Quarterly, 2008) ISBN 978-1-897299-37-1
- Abandon the Old in Tokyo – (Drawn and Quarterly, 2006)  ISBN 978-1-894937-87-0
- The Push Man and other stories – (Drawn and Quarterly, 2005)
- Good-Bye and other stories – (Catalan Communications, 1988)  ISBN 978-0-87416-056-7
- Hitokuigyo – (1973)